# Jutta Tuunanen
Jutta Tuunanen, née le 25 avril 1984 à Mikkeli, est une joueuse de squash représentant la Finlande.
Elle est championne de Finlande en 2007.

## Palmarès

### Titres
- Championnats de Finlande : 2007